# Ken Takahashi
Pour les articles homonymes, voir Takahashi.
Ken Takahashi (高橋 建, Takahashi Ken, né le 16 avril 1969 à Yokohama, Kanagawa, Japon) est un lanceur gaucher de baseball.

## Carrière

### Japon
Takahashi a joué pour les Hiroshima Toyo Carp, du Championnat du Japon de baseball, durant 14 saisons, de 1995 à 2008.
Sa fiche au monticule est de 66 victoires, 87 défaites, avec une moyenne de points mérités de 4,23 et 1049 retraits sur des prises.

### Amérique du Nord
En février 2009, le lanceur japonais a signé un contrat des ligues mineures avec les Blue Jays de Toronto. Invité au camp d'entraînement de l'équipe canadienne, il est retranché par le club, puis signe un autre contrat comme agent libre avec les Mets de New York de la Ligue nationale, le 30 mars 2009. 
Takahashi fait ses débuts dans les Ligues majeures avec les Mets le 2 mai, en relève à Oliver Perez, qu'il a depuis remplacé dans la rotation de lanceurs partants.
À 40 ans, Takahashi est la recrue la plus âgée à faire ses débuts dans les majeures depuis Diomedes Olivo, qui avait 41 ans lors de son premier match chez les Pirates de Pittsburgh durant la saison 1960. Le Japonais est aussi le troisième joueur depuis la fin de la Seconde Guerre mondiale à entreprendre une carrière dans les majeures après l'âge de 40 ans, l'autre joueur étant Satchel Paige, âgé de 42 ans à ses débuts avec les Indians de Cleveland en 1948. Takashi lance 28 parties comme releveur des Mets en 2009, sa seule saison dans le baseball majeur. Il subit une défaite à sa seule décision et maintient une moyenne de points mérités de 2,96 avec 23 retraits sur des prises en 27 manches et un tiers au monticule.